# 월촌강강술래
월촌강강술래는 대한민국 전라남도 강진군 성전면 송월리에서 행해지는 민속놀이이다. 2010년 3월 3일 강진군의 향토문화유산 제42호로 지정되었다.

## 개요
강강술래는 임진왜란 이후, 부녀자들의 우리 전통민속놀이로 남해안 지방에 전해내려 왔으나, 인구 감소 및 고령화로 강강술래의 전통이 끊길 상황이 있었으나, 송월권역 9개 마을이 농촌마을 종합개발 산업 대상 권역으로 선정되면서 녹향 월촌 강강술래의 전통을 잇기 위해 노력하고 있다.